# Siegfried Mauser
Siegfried Mauser (* 3. November 1954 in Straubing) ist ein deutscher Pianist und Musikwissenschaftler. Er wurde u. a. als Interpret von Klavierwerken des 20. Jahrhunderts, insbesondere von Paul Hindemith, Wilhelm Killmayer und Wolfgang Rihm bekannt. Mauser wurde 2018 und 2019 in zwei Gerichtsverfahren wegen Sexualstraftaten verurteilt.

## Leben
Siegfried Mauser studierte Schulmusik und Klavier an der Hochschule für Musik und Theater München bei Rosl Schmid und Alfons Kontarsky, außerdem Philosophie und Kunstgeschichte an den Universitäten München und Salzburg. 1981 wurde er an der Universität Salzburg im Fach Musikwissenschaft promoviert.
Von 1983 bis 1987 lehrte Mauser als Professor für Klavier und Kammermusik an der Hochschule für Musik Würzburg. Danach wechselte er als Professor für Musikwissenschaft an die Universität Mozarteum Salzburg; dort gründete er 1989 ein Forschungsinstitut für musikalische Hermeneutik.
2002 wurde Mauser als Professor für Musikwissenschaft an die Hochschule für Musik und Theater München berufen, der er von 2003 bis 2014 als Rektor vorstand (ab 1. Oktober 2007 mit Amtsbezeichnung „Präsident“). Daneben leitete er dort eine Klasse für Liedgestaltung und betreute das Institut für Musikwissenschaft. Von 2002 bis 2016 war er Direktor der Abteilung Musik der Bayerischen Akademie der Schönen Künste. Von Oktober 2014 bis Juni 2016 war Mauser als Nachfolger von Reinhart von Gutzeit Rektor des Mozarteums.
Die Liste von Mausers CD-Einspielungen umfasst u. a. sämtliche Klavierwerke von Paul Hindemith, Alexander Zemlinsky und Karl Amadeus Hartmann, sämtliche Klaviersonaten W. A. Mozarts, Klaviermusik von Claude Debussy, Wolfgang Rihm, Wilhelm Killmayer und Kammermusik von Günter Bialas und Paul Hindemith, darüber hinaus Lieder, z. B. von Gustav Mahler (mit Siegfried Jerusalem).
Mauser ist in zweiter Ehe mit der Sopranistin und Schauspielerin Amélie Sandmann verheiratet.
Zu seinem 65. Geburtstag erschien 2019 die Festschrift Musik verstehen – Musik interpretieren im Verlag Königshausen & Neumann. Sie wurde heftig kritisiert, weil die Autoren die Straftaten Mausers nicht thematisierten. Besonders kritisch wurde die Einleitung der Herausgeber Dieter Borchmeyer, Susanne Popp und Wolfram Steinbeck betrachtet, in der es u. a. heißt: „Seine Visionen und sein unbändiger Tatendrang, die ansteckende Spontanität und begeisternde Vitalität haben ihm manche Kritik eingetragen – und sein bisweilen die Grenzen der bienséance überschreitender weltumarmender Eros hat für ihn schwerwiegende rechtliche Folgen gehabt“, was als „Reinwaschung des Täters“ interpretiert wurde.

## Strafverfahren
Am 13. Mai 2016 wurde Mauser vom Amtsgericht München wegen sexueller Nötigung einer Kollegin, der Cembalistin Christine Schornsheim, zu einer Freiheitsstrafe von einem Jahr und drei Monaten auf Bewährung sowie einer Geldstrafe von 25.000 Euro verurteilt. Mauser legte gegen das Urteil Berufung zum Landgericht München I ein; die zweite Instanz bestätigte am 26. April 2017 das Urteil des Amtsgerichts in wesentlichen Zügen, reduzierte die Freiheitsstrafe aber auf neun Monate, die zur Bewährung ausgesetzt wurden. Sowohl die Staatsanwaltschaft München als auch Siegfried Mauser legten gegen das Berufungsurteil Revision ein, letztere wurde vom Oberlandesgericht München im September 2018 verworfen. Nach Rücknahme des Revisionsantrags der Staatsanwaltschaft ist das Urteil rechtskräftig.
2017 wurden weitere gerichtliche Anklagen gegen Mauser bekannt, eine wegen Vergewaltigung und eine wegen dreifacher sexueller Nötigung. Vom Vorwurf der Vergewaltigung wurde Mauser am 16. Mai 2018 freigesprochen, jedoch in drei Fällen der sexuellen Nötigung einer Frau zu zwei Jahren und neun Monaten Freiheitsstrafe verurteilt. Der Prozess am Landgericht München I umfasste 19 Verhandlungstage; im Rahmen der strafprozessualen Beweisaufnahme wurden 32 Zeugen vernommen. Im Verfahren über die Revisionsanträge von Staatsanwaltschaft, Nebenklage und Verteidigung bestätigte der BGH  aufgrund der mündlichen Verhandlung vom 17. September 2019 am 9. Oktober 2019 in vollem Umfang das Urteil des Landgerichts München I, es wurde damit rechtskräftig.
Mauser, der auch die österreichische Staatsbürgerschaft besitzt, verlegte nach der Verurteilung, aber vor Strafantritt seinen Wohnsitz nach Österreich und beantragte, die Haftstrafe dort verbüßen zu können. Anfang 2022 erklärte das Landesgericht Salzburg aufgrund eines medizinischen Gutachtens Mauser als haftfähig, sodass er aufgefordert wurde, die Haftstrafe bis 1. Februar 2022 anzutreten. Auch diesen Termin ließ er verstreichen. Ein Gnadengesuch beim österreichischen Bundespräsidenten Alexander Van der Bellen wurde abgelehnt. Am 7. Februar 2022 trat Mauser seine Haftstrafe in der Justizanstalt Salzburg an. Ende 2023 wurde er wegen guter Führung vorzeitig (nämlich nach 20 statt nach 33 Monaten) aus dem Gefängnis entlassen.

## Öffentliche Diskussion
Das Urteil des Amtsgerichts München im ersten Prozess löste 2016 eine Kontroverse in der deutschen Öffentlichkeit aus. Der Schriftsteller Hans Magnus Enzensberger deutete in einem Leserbrief die Anzeige als Akt der Vergeltung dafür, dass Mauser bestimmte Mitarbeiterinnen nicht in ihrer Karriere gefördert habe: „Damen, deren Avancen zurückgewiesen werden, gleichen tückischen Tellerminen. Ihre Rachsucht sollte man nie unterschätzen.“ Man müsse deshalb „in Fällen, bei denen Aussage gegen Aussage steht, die Glaubwürdigkeit der Anklägerin prüfen“. Michael Krüger, der Präsident der Bayerischen Akademie der Schönen Künste, schrieb in einem Leserbrief, die späte Anzeige der Frau, sechs Jahre nach den Vorkommnissen, lasse „auf einen Racheakt schließen oder auf ein Komplott“. Im Berufungsverfahren müsse Mauser freigesprochen werden. Patrick Bahners antwortete darauf in der FAZ mit dem Hinweis, das Amtsgericht habe die Aussagen von 16 Zeugen gehört. Er fragte, woher Krüger die Sicherheit für seine Bewertung nehme. In einem Redebeitrag zum Philosophiefestival Phil.Cologne am 21. Mai 2016 beschrieb Peter Sloterdijk Mausers Verurteilung als alarmierendes Signal eines immer hysterischer werdenden „neopuritanischen“ Zeitgeistes, der die Errungenschaften der sexuellen Befreiung seit den 1960er und 1970er Jahren zu untergraben drohe. In Anspielung darauf verlieh Mauser in der Berufungsverhandlung der Hoffnung Ausdruck, dass er „kein Zeitgeist-Opfer“ werde.
Die Anklagen und Verurteilungen Mausers wurden auch in der Musikfachpresse thematisiert. Der Komponist Moritz Eggert verglich in einem Beitrag für das Magazin crescendo den Künstler mit dem Hofnarren; zwar habe dieser das Recht, wechselseitige Rücksichtnahme und Respekt zumindest virtuell auszureizen, dies berechtige ihn jedoch keineswegs dazu, tatsächliche Verbrechen zu begehen. Eine angebliche „sexuelle Repression“ existiere nicht, geändert habe sich freilich das Bewusstsein gegenüber Ungerechtigkeiten und der Anwendung von psychischer oder physischer Gewalt. Er resümierte: „Dürfen Künstler alles? Nein. Nur in der Kunst.“
Die Hochschule für Musik und Theater München reagierte auf den Fall Mauser mit schärferen Maßnahmen gegen sexuelle Belästigung. Die Ehefrau Siegfried Mausers, Amélie Sandmann, stellte sich nach der Verurteilung 2018 öffentlich hinter ihren Mann und wurde aufgrund von Behauptungen in diesem Zusammenhang im Juli 2018 vom Amtsgericht München wegen übler Nachrede in zwei Fällen verurteilt.
Die mit Mauser befreundete Nike Wagner sagte im November 2018 bei einem Gesprächsabend, Mauser sei Opfer einer „böswilligen Intrige“ und einer „Hexenjagd“. Bernd Redmann, seinerzeit Präsident der Musikhochschule München, wies dies zurück. Auch große Kunst schütze Menschen nicht davor, strafbare Handlungen zu begehen. Er verwies auf die rechtskräftige Verurteilung Mausers infolge von Sexualstraftaten und stellte klar, dass Relativierungsversuche dieser Art alle Betroffenen von sexueller Belästigung und Gewalt diskreditierten.
Im Jahr 2019 wurde der Dichter und frühere Verleger Michael Krüger wegen seiner Unterstützung Mausers im Gedicht Wie alles zusammenhängt kritisiert.
Christina Clemm, Rechtsanwältin und Sachbuchautorin wies in ihrem Buch „Frauenhass“ darauf hin, dass vor allem einflussreiche Männer sich nach Vergewaltigungen unantastbar machen, indem sie die Opfer diskreditieren. Dabei nannte sie den „Fall Mauser“ als Beispiel.

## Ehrungen
- 1981: Interpretationsstipendium der Stadt München
- 1984: Bayerischer Kulturförderpreis
- 1990: Ordentliches Mitglied der Bayerischen Akademie der Schönen Künste.[40] Mit seinem Austritt am 25. Oktober 2019 kam Mauser seinem Ausschluss zuvor.[41][42]

- 2001: Preis „Neues Hören“, verliehen durch die Internationale Sommerakademie Mozarteum Salzburg in Zusammenarbeit mit den Salzburger Festspielen (Erstverleihung)
- 2009: Österreichisches Ehrenkreuz für Wissenschaft und Kunst, 2023 aberkannt[43]
- 2010: Verdienstkreuz am Bande des Verdienstordens der Bundesrepublik Deutschland
- 2012: Bayerischer Maximiliansorden für Wissenschaft und Kunst.[44] Mauser gab den Orden im November 2022 zurück,[45] um einer Aberkennung gemäß § 7 Ordensstatut zuvorzukommen.

## Schriften
- Das expressionistische Musiktheater der Wiener Schule. Stilistische und entwicklungsgeschichtliche Untersuchungen zu Arnold Schönbergs „Erwartung“, „Die glückliche Hand“ und Alban Bergs „Wozzeck“. (Dissertation, Salzburg 1981.) Bosse, Regensburg 1982, ISBN 3-7649-2264-8.
- Beethovens Klaviersonaten. 2001, ISBN 3-406-41873-2.
- Als Herausgeber: Handbuch der musikalischen Gattungen. 16 Bände. Laaber-Verlag, ISBN 3-89007-124-4.